# Enrico Caruso
Enrico Caruso (Napels, 25 februari 1873 - aldaar, 2 augustus 1921) was een van de beroemdste tenoren in de geschiedenis van de opera.

## Biografie
Caruso werd geboren in Napels in Italië en hij debuteerde in deze stad op 16 november 1894 in Teatro Nuovo, in de opera L'Amico Francesco van Domenico Morelli. Daarna trad hij op in Caserta, Napels en Salerno en volgde zijn eerste voorstelling in het buitenland in Caïro. In 1898 debuteerde Caruso in het Teatro Lirico in Milaan, als Loris in Fedora van Umberto Giordano. Daarna toerde hij door Rusland, Lissabon, Rome, Monte Carlo en de Covent Garden in Londen, waar hij Rigoletto van Giuseppe Verdi zong. Het jaar daarop zong hij in Buenos Aires.
In december 1900 zong Caruso in La Scala in Milaan, in La bohème van Giacomo Puccini, onder leiding van Arturo Toscanini. In 1901 stond hij in het Teatro San Carlo in Napels en volgens de overlevering zou hier met de uitvoering van L'elisir d'amore zijn grootste teleurstelling volgen. Door de spanning liet zijn optreden te wensen over en het publiek had daar geen genade voor. Hij besloot daarna nooit meer op te treden in zijn geboortestad.

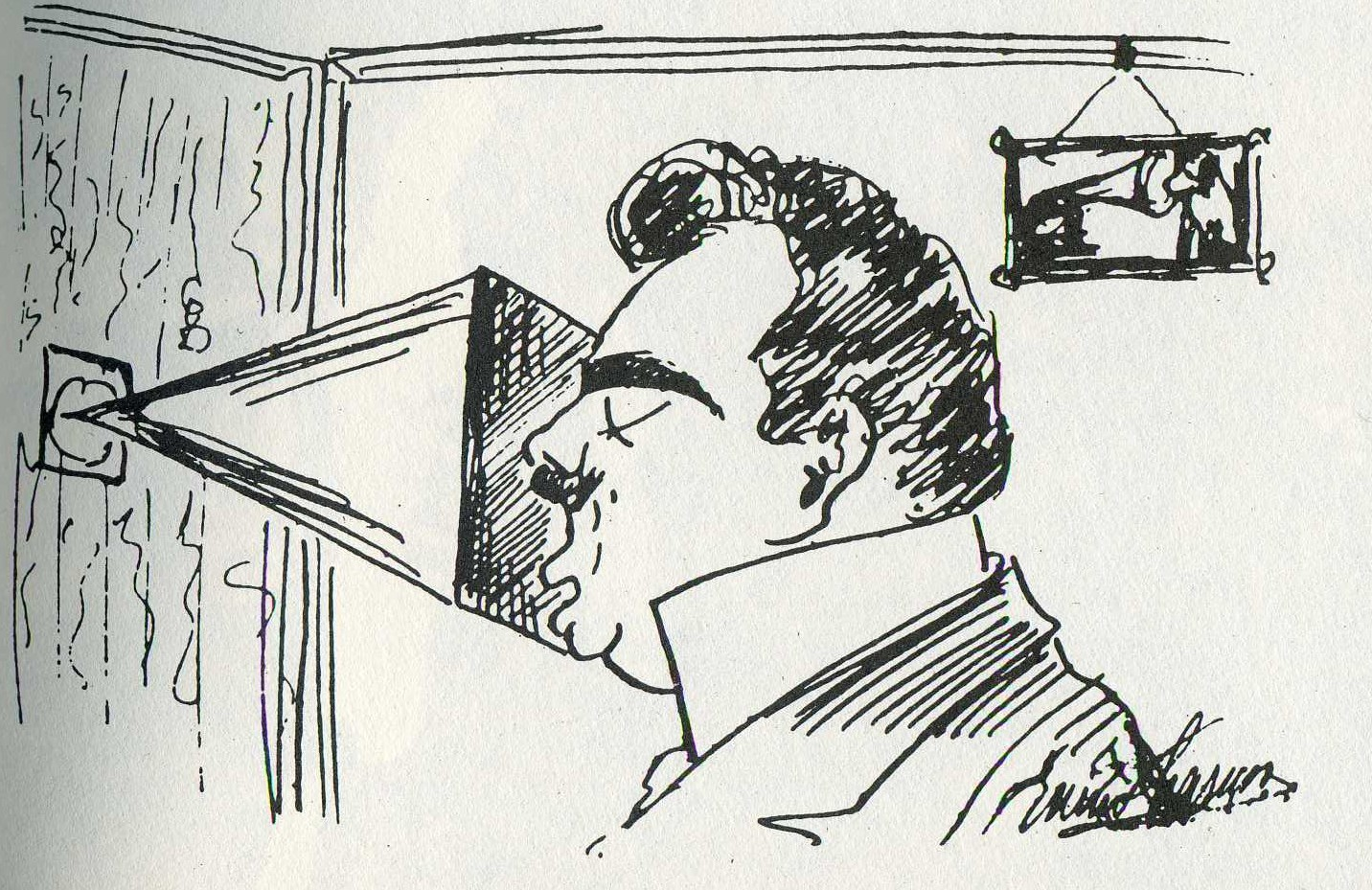
Caruso was naast tenor ook cartoonist en tekende op 11 april 1902 deze prent van de opnames door Fred Gaisberg

In 1902 deed Fred Gaisberg van de Gramophone Company met zijn broer Will aanvankelijk een poging om opnames te maken zonder medeweten van Caruso en het Grand Hotel in Milaan waar Caruso optrad. Ze werden echter meerdere malen betrapt en gingen uiteindelijk akkoord met het hoge gage, zodat er geen bootleg kwam, maar een officiële opname. Vesti la giubba uit I Pagliacci werd op 11 april 1902 opgenomen en was de eerste grammofoonplaat van Caruso. Er werden 1,2 miljoen exemplaren verkocht, de eerste plaat die meer dan een miljoen exemplaren verkocht.
In 1903 ging Caruso naar New York om daar op te treden aan de Metropolitan Opera. In hetzelfde jaar begon hij met grammofoonopnames voor de Victor Talking Machine Company; zijn relatie met het orkest en het opnamebedrijf bleven tot 1920 in stand. In 1906 bracht hij de ganse maand augustus door in Oostende op uitnodiging van Georges Marquet, directeur van het Kursaal en van Léon Rinskopf, dirigent van het Kursaalorkest. Daar gaf hij meerdere recitals o.a. samen met Nellie Melba. 
Caruso's repertoire omvatte ongeveer zestig opera's, de meeste in het Italiaans, hoewel hij ook in het Frans en Engels zong, weliswaar met een sterk Italiaans accent. Hij had ook een repertoire van ongeveer 500 liederen, van klassiek tot traditionele Italiaanse volksliedjes tot de populaire muziek van die tijd. Hij was een van de eerste zangers die veel opnames maakte. Caruso en de platenspeler deden veel om elkaars carrière te versterken in de eerste 20 jaar van de twintigste eeuw. Zijn populaire opnames en zijn bijzondere stem maakten van hem een van de bekendste sterren uit zijn tijd.

## Films
Zijn leven was het onderwerp van de film The Great Caruso uit 1951, waarin de bekende tenor Mario Lanza de rol van Enrico Caruso vertolkte. Oude opnamen van Caruso worden gebruikt in de film Match Point van Woody Allen uit 2005.